# Bupleurum chinense
Bupleurum chinense es una especie de planta medicinal de la familia de las apiáceas. Es nativa del este de Asia.

## Propiedades
Su raíz es medicinal y tiene el nombre de chaihu (柴胡). Las hojas de la planta son largas y delgadas y se asemejan al hinojo.
- Tradicionalmente utilizada para aliviar infecciones con fiebre, hemorroides y la indigestión.
- También se utiliza para tratar el estancamiento del hígado (Qi), la irritabilidad, y la enfermedad del hígado.

Bupleurum es un ingrediente principal de una antigua fórmula de medicamentos de China conocido como Xiao Chai Hu Tang, por primera vez fue incluida en el Tratado de la enfermedad febril inducida por frío (Shang Han Lun) alrededor del año 280 a. C. Los ingredientes son: 
- Bupleurum chinense16%
- Paeonia lactiflora (raíz) 16%
- Pinellia ternata (rizoma) 14%
- Zingiber officinale (rizama) 11%
- Zizyphus jujuba (fruto) 11%
- Panax ginseng (raíz) 8%
- Scutellaria baicalensis (raíz) 8%
- Glycyrrhiza uralensis (licor) 5%

Indicaciones: medicina tradicional china: hígado y vesícula biliar. Para tensión en el pecho, distensión en el costado, cambios de humor, depresión, síndrome premenstrual, eficaz en fiebre y enfriamientos alternos de tipo palúdico. No usar si hay insuficiencia de sangre o yin. Entre 3 y 9 g diarios.

## Taxonomía
Bupleurum chinense fue descrita por (DC.) Franch. y publicado en Prodromus Systematis Naturalis Regni Vegetabilis 4: 128. 1830.
Etimología
Bupleurum: nombre genérico que deriva de dos palabras griegas bous y pleurón, que significa "buey" y "costa". Probable referencia a las ranuras longitudinales de las hojas de algunas especies del género. Este nombre fue usado por primera vez por Hipócrates y, de nuevo, en tiempos relativamente modernos, por Tournefort y Linneo.
chinense: epíteto geográfico que alude a su localización en China.
Sinonimia
- Bupleurum falcatum fo. ensifolium H.Wolff
- Bupleurum togasii Kitag.
- Bupleurum vanheurckii Müll.Arg.[2]